# Semillas del ayer
Semillas del ayer es una novela escrita por V. C. Andrews. Es el cuarto libro de la Serie Dollanganger. La historia se escribe una vez más desde el punto de vista del personaje principal, Cathy, a la que seguimos desde la edad de 52 años hasta su muerte, pocos años después. Se supone que Cathy había nacido en abril de 1945, con lo cual los eventos del libro transcurren entre 1997 y 2001, es decir, entre trece y diecisiete años después del momento en que se escribió la novela, ya que ésta fue publicada originalmente en 1984. La adaptación cinematográfica fue llevada a cabo por el canal Lifetime y se estrenó el 12 de abril de 2015.

## Argumento
La historia comienza quince años después de tuviesen lugar los acontecimientos de "Si hubiera espinas ". Cathy y Chris llegan a la casa de su hijo, Bart, que es curiosamente una réplica exacta del Foxworth Hall que se había quemado en Pétalos al viento. Su plan es celebrar el vigésimo quinto cumpleaños de su hijo Bart, para después mudarse a Hawái. Una vez en la casa, conocen a un hombre llamado Joel, que es el tío y hermano de Corrine y que durante todo ese tiempo había sido dado por muerto como consecuencia de una avalancha. Joel explica que tras la avalancha fue llevado a un monasterio italiano para recuperarse. Pasó varios años en ese lugar y allí decidió quedarse a vivir. Se puso en contacto con Bart después de enterarse de la muerte de Corrine y ahora trabaja como jefe de mayordomos, a petición de Bart. Joel transmite a Bart una visión muy puritana de Dios y los castigos divinos, y Bart ve en él a una figura paterna, algo que preocupa enormemente a Cathy. Bart sigue estando resentido con su madre y con su tío/padre Chris por su relación incestuosa, por lo que la estancia no les resulta agradable. Físicamente, Bart se ha convertido en un hombre joven y guapo, pero es extremadamente celoso, está hambriento de poder y amargado, más aún porque Chris es el guardián de su dinero hasta su trigésimo quinto cumpleaños.
Al poco tiempo, el hermano de Bart, Jory, va de visita y finalmente se muda con su esposa al nuevo Foxworth Hall. Jory, que tiene casi treinta años, está casado desde hace nueve años con Melodie, su novia de la infancia. Poco después de su llegada, anuncian que Melodie está embarazada. Bart está celoso de Jory, de quien siempre ha creído que es el hijo favorito de Cathy. Además, Bart muestra un interés malsano por Melodie.
La hermana de Jory, Cindy, que tiene ahora dieciséis años, también se presente en la casa de Bart y se hace evidente que a este tampoco le gusta. Cathy intenta mejorar la situación, pero toda la felicidad termina cuando Jory tiene un accidente que lo deja paralizado de cintura para abajo y le impide bailar. Melodie no puede soportar la discapacidad de Jory y lo abandona. Cathy intenta ayudar a Melodie a reconciliarse con Jory, pero descubre más tarde que Melodie ha recurrido a Bart por comodidad y pasión que los dos han estado teniendo una aventura. Cathy se enfurece, pero cuando se enfrenta a Bart, este le dice que ama a Melodie, y Cathy no está segura de qué hacer. Bart cree que Melodie lo ama demasiado, pero pronto se da cuenta de que es una relación vacía y él es sólo un sustituto de Jory. Este último también se entera de la aventura entre su esposa y su hermano, aunque herido, intenta reconciliarse con Melodie, si bien ella lo rechaza.
Melodie se pone de parto el día de Navidad, y da a luz a gemelos, Darren y Deirdre, de quienes Cathy dice que se parecen a su hermano gemelo fallecido y a su hermana. Melodie tiene poco interés por los bebés, y es Cathy la que se ocupa de ellos, con la esperanza de que Melodie esté pasando por una momentánea depresión postparto, pero acabe entrando en razón. Sin embargo, Melodie no quiere lidiar con sus dos hijos y con un marido discapacitado, acaba abandonando a Jory, a los niños y se traslada a Nueva York.
Cathy intenta consolar a sus dos hijos y, al mismo tiempo, trata de estar con Cindy, una joven muy linda pero de espíritu libre. Bart, bajo la influencia de Joel, prohíbe a Cindy tener actos sexuales prematrimoniales bajo su techo. Incluso agrede físicamente a dos muchachos a los que encuentra teniendo relaciones con Cindy. Más tarde, Cindy menciona a su madre que, aterrorizada, había dado un rodillazo en la entrepierna a Bart para detenerlo, pero su rabia era tan grande que este ni siquiera se inmutó en lo que debería haber sido un dolor paralizante. En numerosas ocasiones a lo largo de la obra, cuando se le hace ver a Joel su hipocresía, este nunca intenta justificar sus acciones, sino que responde con ira y resentimiento hacia Cathy y Chris, culpándolos siempre de sus problemas. Harta del maltrato que recibe por parte de Bart y Joel, Cindy finalmente decide marcharse a estudiar en Nueva York.
Cathy y Chris contratan a una hermosa enfermera, llamada Antonia Winters (Toni, para abreviar), para ayudar a Jory recuperarse. Tienen la esperanza de que Toni y Jory terminen juntos, pero Bart comienza a pasar tiempo con Toni y se convierten en amantes. Bart parece feliz con Toni y le dice a Cathy que Toni le confesó que lo amaba. Cathy se da cuenta de los cambios tan positivos que se operan en Bart gracias a esta relación. Por ejemplo, empieza a alejarse un poco de Joel y se muestra muy agradable con Cindy cuando ella viene a visitarlos desde Nueva York. No obstante, al final Joel recupera su influencia sobre Bart y consigue que se deteriore la relación entre este y Toni. Además, Toni ve el lado oscuro de Bart cuando este comienza a criticarla y ser posesivo con ella, con lo que su relación termina. Poco después, Toni se enamora de Jory y comienzan una relación, lo que ayuda a Jory salir de la depresión que siguió a su divorcio.
Cindy regresa para otra visita y le dice a Cathy que se ha encontrado con Melodie en Nueva York. Melodie había vuelto a casarse inmediatamente después de divorciarse de Jory y había retomado su carrera de baile, al enterarse de que Jory y Toni están juntos, se siente feliz por ellos. Paralelamente, Bart construye una capilla, en la que obliga a la familia a asistir a los sermones dominicales, presididos por Joel. Cathy y Chris finalmente se angustian por los sermones de "fuego y azufre" y le dicen a Bart que ya no asistirán. Bart comienza en secreto a llevar a los gemelos a la capilla, donde son obligados a orar por el perdón por ser el "Tema del Diablo". Cuando Cathy lo descubre, se enfrenta a Bart y le pide que deje a los gemelos tranquilos. También le recomienda a Toni que nunca los deje fuera de su vista, a menos que sepa que están con Jory o con ella. Después de atrapar a Bart llevando a los gemelos a la capilla de nuevo, Cathy decide que es hora de irse, después de dos años en la casa de Bart. Chris está de acuerdo en que es hora de salir y llevarse a Jory, Cindy, y los gemelos con ellos. Cathy comunica a Bart sus planes y le dice que, si bien lo ama, no puede aprobar el tipo de persona en que se ha convertido. Bart, furioso, responde que el hecho de que ella lo abandone de nuevo es una prueba de que nunca lo ha entendido ni lo ha querido.
Cathy espera que Chris vuelva a casa desde el trabajo para que puedan salir, pero este nunca aparece. Chris ha muerto en un accidente de coche, y Cathy se da cuenta de la similitud de la muerte de Chris con la de su padre. Bart pronuncia un conmovedor discurso en el funeral de Chris, se muestra arrepentido y admite que él realmente amaba a Chris y que había sido un buen padre. Cathy está desconsolada por la pérdida de su esposo/hermano Chris y se vuelve hermética ante su familia. Jory le dice a su madre que Bart la necesita y que debe quedarse con él, ahora que está intentando hacer las paces y ser una mejor persona. Cathy se recupera momentáneamente gracias al amor que siente por su hijo Bart, y ambos consiguen acercarse. Bart encuentra su lugar en el mundo como predicador tele-evangelista, y viaja por el mundo haciendo el bien y difundiendo su ministerio. Bart y Cindy también hacen la paz entre sí y se convierten en el hermano y la hermana cercanos que Cathy siempre quiso que fueran. Joel regresa al monasterio italiano para pasar allí sus últimos días. Jory y Toni se casan, Toni queda embarazada. Jory le dice a Cathy que, si tienen un niño, lo llamarán Christopher, y si se trata de una chica la llamarán Catalina.
A pesar de todas estas cosas buenas y si bien la familia cada vez está más unida, Cathy sigue deprimida, pues no quiere vivir sin Chris. Cathy sube al ático y se sienta junto a una de las ventanas y, después de decorar la habitación con flores de papel, muere. Mientras muere, recuerda a Chris, a su madre, su abuela y sus hermanos, rememora cómo les fue robada su inocencia. Jory y un sirviente encuentran una carta en la mano de Cathy escrita de su puño y letra, en la que dice que nadie la necesita más de lo que la necesitaba Chris, que su manuscrito final esta en su bóveda privada y que cualquiera puede hacer con él lo que quiera, y que nunca sería demasiado tarde para Bart el darse cuenta de que tenía un buen padre. Se determina que Cathy murió de causas naturales, pero el autor deja implícito que ha muerto por un infarto

## Nuevos personajes
- 'Joel Foxworth' : es el hermano de Corinne (en realidad medio hermano, según Garden of Shadows). Había sido mencionado anteriormente en Flores en el ático. Todos lo creían muerto, pero él afirma haber estado viviendo en un monasterio italiano todo el tiempo. Al igual que John Amos, llena la cabeza de Bart con falsas creencias acerca de Dios y el infierno, con el propósito de ganarse su confianza y cobrar parte de su herencia. Muere de cáncer.

- 'Cynthia "Cindy" Sheffield' : es la hija adoptiva de Cathy y Chris. En Si hubiera espinas se dice que había quedado huérfana a los dos años después de la muerte de su madre biológica, Nicole, que era una estudiante de la escuela de ballet de Cathy. Cindy es descrita como una joven muy hermosa pero está loca por los chicos, es de espíritu libre y muy promiscua, algo que a menudo la mete en problemas. Al final del libro, se convierte en una actriz. Cathy ve a Bart y Cindy unidos y les desea la misma felicidad que para Jory y Toni. Cuando acaba la presente novela, todavía está viva.

- 'Antonia' Toni 'Winters' : es una enfermera a la que Cathy y Chris contratan para cuidar de Jory. Tiene un breve romance con Bart, a quien veía como guapo y encantador, pero rompe con él después de ver su lado oscuro e inseguro. A continuación, se enamora de Jory, que ya estaba enamorado de ella, y se casan. Se convierte en la madrastra de los gemelos de Jory, Deirdre y Darren. Al final, se queda embarazada. Jory dice que planea llamar a este niño Christopher o Catalina, en honor a sus padres. Sigue viva al final de la novela.

- 'Deirdre y Darren' : gemelos de Jory y Melodie, nacidos el 25 de diciembre. Su madre Melodie los abandona, pero Toni, la segunda esposa de su padre Jory, se convierte en su madrastra. Se parecen a Carrie y Cory, tanto en apariencia como en personalidad, lo que hace que Cathy a veces confunda a los dos pares de gemelos en su mente. A diferencia de Carrie y Cory, sin embargo, Deirdre y Darren son niños sanos y no son maltratados por sus abuelos. Bart les empieza a introducir en sus creencias ultrarreligiosas, pero se revela el amor que siente hacia sus sobrinos, aunque no se lo demuestre a nadie más. Ambos están todavía vivos.

- 'Melodie' : es la primera esposa de Jory, su expareja de baile y madre de los gemelos Deirdre y Darren. Amaba a Jory por razones superficiales y es incapaz de hacer frente a la enfermedad, cuando Jory queda herido durante una actuación y acaba paralítico como su padre Julian. Comienza un romance con Bart, al que utiliza como sustituto. Se divorcia de Jory y abandona a los niños para reiniciar su carrera de baile con una nueva pareja con quien se casa. Sigue viva.

- 'Trevor' : único sirviente al que Bart no ha despedido al final del libro. Es él quien encuentra el cuerpo y la carta de Cathy en el ático. Todavía está vivo.